# Братья Сеспедесы

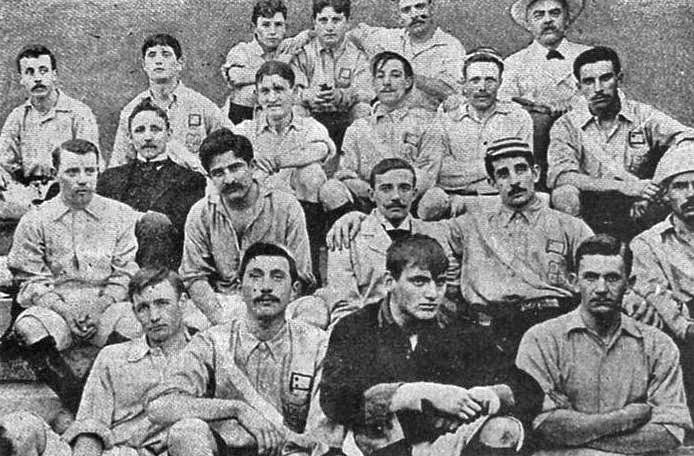
Уругвайские и аргентинские футболисты после матча сборных 13 сентября 1903 года

Бра́тья Се́спедесы (исп. Los hermanos Céspedes; Амилькар, 15 мая 1882 — 13 июня 1940, Боливар, 15 декабря 1883 — 9 июня 1905 и Карлос, 31 декабря 1884 — 30 июня 1905) — уругвайские футболисты. Прославились игрой за «Насьональ» и сборную Уругвая в первой половине 1900-х гг. Легендами клуба стали рано ушедшие из жизни Боливар и Карлос, выдающиеся нападающие, с именами которых связано становление Tricolores в качестве одного из ведущих клубов страны. Роль братьев в жизни футбольного клуба была такова, что в начале столетия «Насьональ» зачастую не именовался иначе, как «клуб Сеспедесов».

## Биография
Происходившая из Мело, семья Сеспедесов к 1890 году проживала в Монтевидео. Трое из четырёх сыновей, без младшего, Эрнеста, ещё до начала нового века начали играть в футбол за «Альбион», клуб из района Пасо Молино, основанный в 1891 году и в период с 1895-го по 1900-й гг. являвшийся одним из лидеров уругвайского футбола. Именно в качестве игроков «Альбиона» братья впервые встретились с будущим принципиальным соперником клуба, с которым они, в свою очередь, вскоре крепко свяжут свои судьбы; на исходе XIX века будущие легенды «Насьоналя» приняли участие в матчах против клуба СУРКК, непосредственного предшественника «Пеньяроля». Если старший из братьев, Амилькар, неизменно занимал место в воротах, то Боливар и Карлос играли в атаке, зарекомендовав себя первоклассными нападающими.
В 1900 году Сеспедесы присоединились к годом ранее основанному «Насьоналю», дебютировав за него в матче против команды британского крейсера «Флора» (1:2).
В последующие годы братья стали неотъемлемой частью «Насьоналя», клуба, команды и спортивного мифа. Талантливый Боливар за считанные месяцы стал душой команды, любимцем публики и главной футбольной знаменитостью в Восточной республике начала века; Карлос завоёвывал признание исключительным профессионализмом и, не подвергая сомнению первенствующее положение в клубе популярного брата, превратившегося в конечном счёте в персонификатора «Насьоналя», стал первым великим бомбардиром «трёхцветных» и, на непродолжительный временной отрезок, оборванный известной трагедией, лидером национальной сборной, в которой дебютировал в 1902 году одним из самых молодых её игроков в истории. Добротный вратарь Амилькар был далёк от славы, которой добился Боливар, но и успеха Карлоса на своей позиции не достиг, оставшись в исторической перспективе в тени младших братьев.
В период с 1901-го по 1903 год включительно трое Сеспедесов не пропустили ни одного матча своей команды; отец братьев, Эусебио, с подачи сыновей пристрастился к футболу и также старался посещать игры с участием Амилькара, Боливара и Карлоса. 13 сентября 1903 года Сеспедесы внесли решающий вклад в эпохальную победу «селесте» над «альбиселестой»; первая победа Уругвая над Аргентиной (3:2), да ещё и в столице соперника, состоялась благодаря дублю Карлоса, голу Боливара и собранной игре Амилькара. На клубном уровне Сеспедесы двигались тем временем ко второй подряд победе в уругвайском чемпионате; в турнире 1903 года «Насьональ» и ЦУЖДКК финишировали с равным количеством очков, в результате чего на следующий, 1904 год был назначен решающий матч за чемпионство. Однако в наступившем году в Уругвае случился вооружённый мятеж ведомой Апарисио Саравией Национальной партии против вновь избранного президента Батлье-и-Ордоньеса, что вскорости переросло в гражданскую войну. В связи с обострившейся ситуацией в Монтевидео братья Сеспедесы покинули Уругвай и на время обосновались в Буэнос-Айресе. В Аргентине Сеспедесы, не делая паузы в футбольной карьере, присоединились к клубу «Барракас Сентраль». Как и в случае с «Альбионом», и, в меньшей степени, «Насьоналем», братья стали игроками клуба, учреждённого практически одновременно с их появлением, к чему они, однако, не имели никакого отношения. Противостояние в Уругвае не сходило на нет, когда  до 28 августа, дня чемпионского матча между ЦУЖДКК и «Насьоналем», оставалось рукой подать. Вопрос об участии покинувших страну Сеспедесов как будто отпал, но в последний момент, заручившись помощью правительства, братья явились на родину и вновь надели футболку «трёхцветных», завоевав в итоге титул (3:2), второй и для себя, и для клуба.
В начале 1905 года Боливар, инфицированный оспой, отошёл от футбола. Его смерть, последовавшая 9 июня, погрузила страну в траур; гроб с телом Боливара до кладбища Теха сопровождали не менее пятисот человек. Несколько позднее Боливара оспой заболели Карлос и Делия, единственная дочь дона Эусебио. Делию удалось спасти, но не Карлоса. 30 июня великого нападающего не стало. Привитые от оспы Амилькар и Эрнест избежали болезни; Амилькар с честью пережил испытания 1905 года и провёл в «Насьонале» ещё два года, после чего вернулся в переживающий упадок «Альбион», в клуб, в котором вместе с братьями начинал играть в футбол. Сеспедес-старший, заслуживший за свою любовь к футболу и, конечно, за сыновей, уважение и почитание в болельщицкой среде «Насьоналя», в год ухода Амилькара из стана «трёхцветных» стал почётным президентом клуба. Спустя чуть более десяти лет в этом качестве на то же кладбище, где упокоились его сыновья, он нёс гроб с телом Авдона Порте, другой легенды клуба, под стать Боливару и Карлосу, похороненного, согласно своему завещанию, рядом с братьями.